# Радио ODTÜ
Радио ОДТУ је турска радио станица која емитује програм у Анкари. Пушта музику као што су инди рок, инди поп, кантри музика, поп музика и поп рок. Емитује програм на турском језику. Почео је са емитовањем 31. јануара 1995. године. Радио је добио име по улици у Анкари.